# Вибжеже
Вибжеже (пол. Wybrzeże; історична назва Руське Село) — село на Закерзонні в Польщі, у гміні Дубецько Перемишльського повіту Підкарпатського воєводства. Населення — 334 особи (2011).

## Географія
Село розташоване на відстані 2 кілометри на південь від центру гміни села Дубецько, 27 кілометрів на захід від центру повіту міста Перемишля і 36 кілометрів на південний схід від центру воєводства — міста Ряшева.

## Назва
Після етноциду українців у 1944-1947 роках польська влада стирала з карти назви, які нагадували про автохтонне населення. Були змінені всі назви, які містили означення «руський», у тому числі Руське Село (пол. Ruska Wieś) 19 серпня 1949 року було перейменоване на Бжежина (пол. Brzeżyna), пізніше — на Вибжеже.

## Історія
До 1772 року Руське Село входило до складу Сяноцької землі Руського воєводства Королівства Польського, за податковим реєстром 1589 року село належало Стадницьким, у селі були 1 і 3/4 лану (коло 44 га) оброблюваної землі. Тут розташовувався давній монастир, точне місце розташування якого невідоме.
В 1772 році внаслідок першого поділу Польщі село відійшло до імперії Габсбургів і ввійшло до складу австрійської провінції Галіція.
Відповідно до «Географічного словника Королівства Польського» у 1880 році село перебувало у Березівському повіті Королівства Галичини та Володимирії Австро-Угорщини, село налічувало 107 будинків і 594 мешканців, складалося з власне села на правому березі Сяну та церкви св. Михайла і фільварку з 5 будинків на лівому березі. Парафіяльна церква належала до Бірчанського деканату Перемишльської єпархії.
Після розпаду Австро-Угорщини і утворення Другої Речі Посполитої це населене українцями село Надсяння окупувала Польща. Входило до Перемишльського повіту Львівського воєводства, у 1934-1939 роках — у складі ґміни Дубецько. На 1.01.1939 в селі мешкало 950 осіб, з них 830 українців-грекокатоликів, 65 українців-римокатоликів, 50 поляків і 5 євреїв.
у липні 1944 року радянські війська увійшли до села, чоловіче населення насильно мобілізували до лав Червоної армії. За Люблінською угодою від 9 вересня 1944 року село опинилося в Польщі. Українців добровільно-примусово виселяли в СРСР. Решта українців села попала в 1947 році під етнічну чистку під час проведення Операції «Вісла» і була депортована на понімецькі землі у західній та північній частині польської держави, що до 1945 належали Німеччині.
У 1975-1998 роках село належало до Перемишльського воєводства.

## Демографія
Демографічна структура станом на 31 березня 2011 року:
|          | Загалом | Допрацездатний вік | Працездатний вік | Постпрацездатний вік |
| -------- | ------- | ------------------ | ---------------- | -------------------- |
| Чоловіки | 168     | 33                 | 115              | 20                   |
| Жінки    | 166     | 35                 | 88               | 43                   |
| Разом    | 334     | 68                 | 203              | 63                   |

## Церква
У селі була дерев’яна церква святого Архангела Михаїла з 1674 року. Була дочірньою церквою парафії Дубецько Бірчанського деканату Перемишльської єпархії, у 1862 році еригована парафія, до якої належали Полхова, Солонне і Підбуковина.
Українці у 1904 році звели муровану церкву святого Михайла. Парафія належала до Бірчанського деканату (після Першої світової війни — Порохницького деканату) Перемишльської єпархії.